# Бобровичи (Глусский район)
Бобро́вичи (бел. Бабровічы) — деревня в составе Катковского сельсовета Глусского района Могилёвской области Белоруссии.

## Население
- 1999 год — 154 человека
- 2009 год — 55 человек